# Ейвінд Юнсон

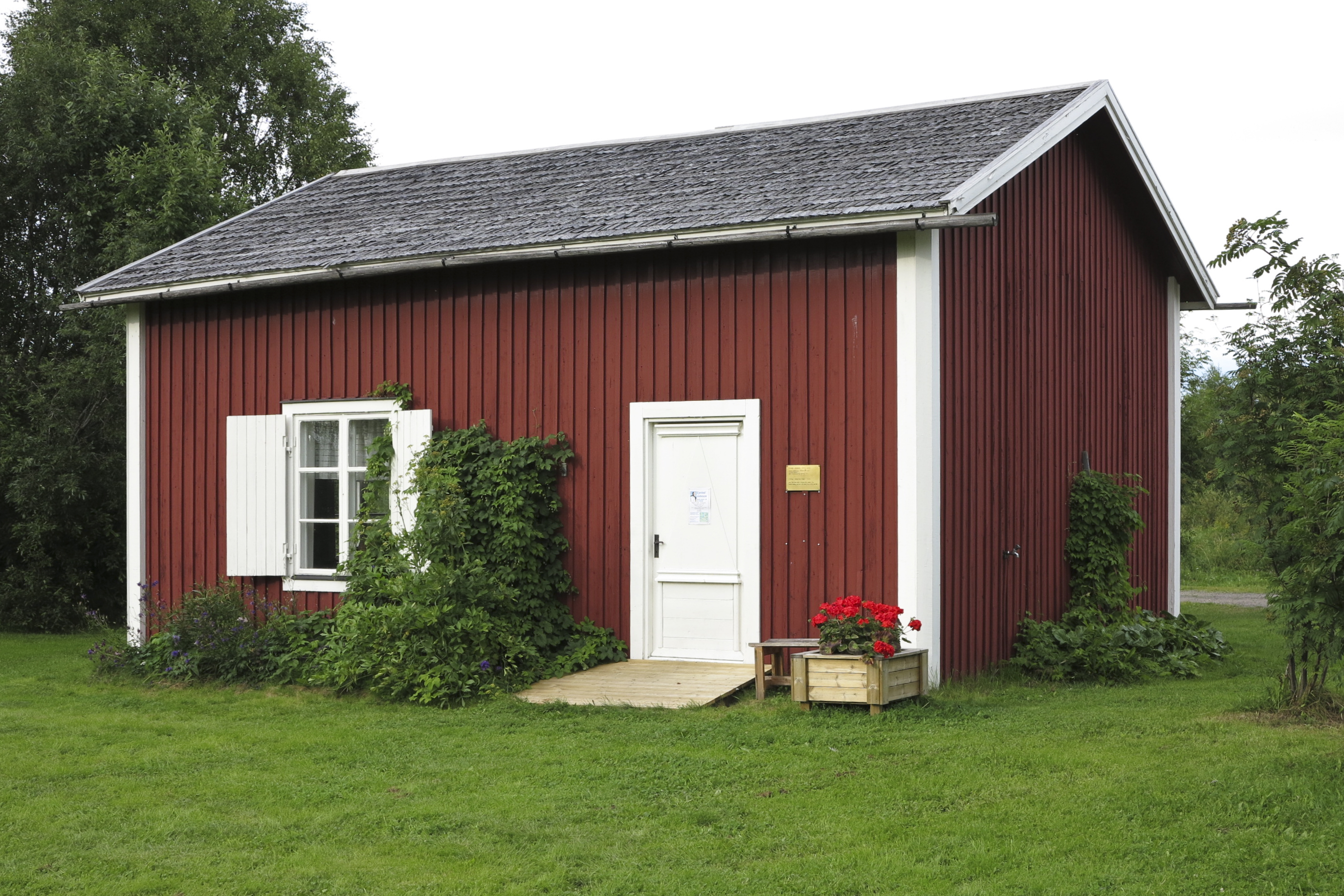
Хата, в якій народився Юнсон.

Е́йвінд У́лоф Ве́рнер Ю́нсон (29 липня 1900 , Буден, Норрботтен  — 25 серпня 1976 , Стокгольм ) — шведський письменник. Лауреат Нобелівської премії з літератури 1974 року «за розповідне мистецтво, що прозріває простір і час і служить свободі». З 46 написаних ним книг 30 були романами.

## Біографія
Народився в селі Свартб'єрнсбюн, неподалік від міста Буден в лені Норрботтен. В сім'ї було шість дітей. Працюючи каменярем, батько захворів на силікоз, і чотирилітньому Ейвінду довелося виховуватися у бездітних дядька та тітки до 14 років. Почавши самостійне життя, юнак з 1915 по 1919 рр. змінив кілька професій. Переїхавши до Стокгольма, влаштувався працювати на заводі Ерікссона. Водночас агітував за соціалізм і писав статті для лівої преси. У 1920 році стався страйк і Юнсон спробував заробляти на життя красним письменством. Результати були невтішні, але разом з іншими літераторами він заснував часопис «Наша сучасність» (швед. «Vår Nutid»), який надруковано у 6 номерах. Потім він став членом Товариства письменників майбутнього, що називали себе «Зелені» («De Gröna»).
З осені 1920 по осінь 1921 разом з двома-трьома друзями він косив сіно й заготовляв ліс на маленькій фермі в Уппланді, де мав вільний час читати та писати.
Восени 1921 року Юнсон поїхав до Берліна, а через кілька місяців — до Парижа. Там писав для шведських газет, був робітником та мийником посуду у великому готелі біля Північного вокзалу в Парижі. Знову перебрався до Берліна, де жив до осені 1923 року, а тоді повернувся до Швеції.
Першу книжку — збірку оповідань «Чотири незнайомці», опубліковано восени 1924 року. Після зимової поїздки на півночі Швеції Юнсон написав другу книжку, яку опублікував восени 1925 року. В цей час він знову перебував у Франції, де прожив наступні 5 років. У 1927 р. Юнсон одружився з Осе Крістофферсен. Їхній син Туре народився у 1928 р. 1930 року сім'я повернулася на батьківщину.
Його перші три романи «Тімани і справедливість» (швед. «Timans och rättfärdigheten», 1925), «Місто в пітьмі» (швед. «Stad i mörker», 1927) і «Місто у світлі» (швед. «Stad i ljus», 1928) багато в чому наслідувальні за стилем та змістом. Відчувається вплив нових ідей і стильових знахідок Андре Жіда, Марселя Пруста, Джеймса Джойса, Зиґмунда Фройда і Анрі Берґсона.
У 1936 році померла дружина Юнсона, через два роки він одружується з Сіллою Франкенгойзер, письменницею й перекладачкою, від якої мав трьох дітей. В результаті подружнього професійного співробітництва з'явилися шведські переклади творів А. Камю, А. Франса, Сартра,  Йонеско, а також данських, німецьких і англійських письменників.
1938 року Юнсон видав книгу «Нічні маневри» (швед. «Nattövning»), в якій піддав критиці нацизм. У роки Другої світової війни він спільно з Віллі Брандтом видавав газету норвезького Опору «Рукостискання» («Håndslag»). У 1941–1943 роках Юнсон писав роман-трилогію «Крилон» («Krilon»), присвячений алегоричній боротьбі зі злом.
Після війни став в різку опозицію комуністичному сталінському режиму. 1946 року він видав роман «Прибій» (швед. «Strändernas svall»), відомий в англійському перекладі як «Return to Ithaca: The Odyssey Retold as a Modern Novel». Юнсон використав поему Гомера для оцінки проблем XX сторіччя. Цей роман вважають найвидатнішим твором Юнсона.
Ставши представником Швеції в ЮНЕСКО, наприкінці 1940-х років Юнсон подорожував по Європі. 1949 року написав роман «Мрії про троянди і вогонь» (швед. «Drömmar om rosor och eld», 1949), у якому розповів про суд над відьмами в Лудені, у Франції XVII століття (цей сюжет використав також Кшиштоф Пендерецький в опері «Дияволи з Лудену»).
У 1953 році здобув почесний ступінь доктора Гетеборзького університету. Після виходу у світ роману «Хмарини над Метапонтом» (швед. «Molnen over Metapontion», 1957) за мотивами «Анабазису» Ксенофонта Юнсон був обраний членом Шведської академії. Роман «Дні його величності» (швед. «Hans Nådes tid», 1960) про сприйняття тоталітаризму мешканцями країни, яку завоював Карл Великий, приніс Юнсону літературну премію Скандинавської ради 1962 року.
У творі «Декілька кроків назустріч тиші» (швед. «Några steg mot tystnaden», 1973) автор провів паралель між варварськими звичаями старовини і тими, що прийняті в нібито цивілізованому ХХ сторіччі.
1974 року Юнсон став лауреатом Нобелівської премії з літератури «за розповідне мистецтво, що прозріває простір і час і служить свободі». Цю нагороду він розділив зі своїм співвітчизником Гаррі Мартінсоном. Таке рішення прийнято після гострої суперечки членів Нобелівського комітету. Того року лауреатами могли стати Володимир Набоков, Сол Беллоу і Ґрем Ґрін.
Ейвінд Юнсон помер у Стокгольмі у віці 76 років.

## Українські переклади
- «Ще раз, капітане!». — Тернопіль: Видавництво «Крок», 2013, 152 стор., ISBN 978-966-2362-73-2. Переклав Олег Король

## Премії і відзнаки
- Велика премія Дев'яти — 1936
- Премія Сікстена Геймана — 1944
- Премія Доблоуґа — 1951
- Почесний докторат Гетеборзького університету — 1953
- Велика заохочувальна літературна премія — 1956
- Медаль БМФ — 1958
- Премія Доблоуґа — 1960
- Літературна премія Північної Ради — 1962
- Евралідська премія — 1967
- Нобелівська премія з літератури — 1974
- Велика заохочувальна літературна премія за роман — 1974